# Бедуес-Кокюрес
Бедуес-Кокюрес (фр. Bédouès-Cocurès) — муніципалітет у Франції, у регіоні Окситанія, департамент Лозер. Бедуес-Кокюрес утворено 1 січня 2016 року шляхом злиття муніципалітетів Бедуес i Кокюрес. Адміністративним центром муніципалітету є Кокюрес. Населення — 446 осіб (01.01.2021).